# Murgantia
Murgantia, Morgantio o Morgantina, (griego antiguo Μοργάντιον, Μοργαντίνη) fue una antigua ciudad del este de Sicilia, en el interior de la isla, situada al sudoeste de la llanura de Catania y al norte de Camarina. Estaba cerca de Aidone a 9 km al nordeste de Piazza Amerina.

## Historia
Era una ciudad de los sículos, pero según Estrabón es verosímil que fuera fundada por los morgetes, aunque la autoría de este dato pudiera corresponder a Éforo de Cime, autor en el que frecuentemente se basaba Estrabón.
Es mencionada por primera vez por Diodoro Sículo en 459 a. C. como una gran ciudad. En aquel tiempo, Ducetio, rey de los sículos, tras fundar la ciudad de Meneno, conquistó Murgantia, pero a su muerte cayó en manos de los siracusanos.
Según Tucídides, en virtud de la paz acordada por Hermócrates de Siracusa para poner fin a las luchas civiles entre las ciudades siciliotas, en 424 a. C., la ciudad pasó a Camarina, que pagó un tributo por ella a Siracusa; pero dada la ubicación de Morgantina, a gran distancia de ambas ciudades, se ha pensado que puede tratarse de un error del historiador ateniense.
En 396 a. C., recobró la independencia, pero fue conquistada por Dionisio I de Siracusa, junto con la ciudad de Esmeneo.
Agatocles se refugió allí cuando fue expulsado de Siracusa. Con tropas mercenarias de Murgantia y de otras ciudades del interior de Italia, pudo establecer su tiranía en 317 a. C.
Durante la segunda guerra púnica fue ocupada por una guarnición romana y se construyeron almacenes para el grano. Pero los habitantes de la ciudad la entregaron en el año 214 a. C. al general cartaginés Himilcón. Después pasó al siracusano Hipócrates. Finalmente volvió a ser sometida por Roma, pero se reveló cuando Marco Claudio Marcelo partió de Sicilia en 211 a. C. El pretor Marco Cornelio Cetego, la recuperó y la ciudad y su territorio fueron entregados a un cuerpo de mercenarios de Hispania, dirigidos por Mericus, que habían desertado del ejército cartaginés y se habían pasado al bando romano. 
Bajo dominio romano la ciudad tuvo cierta importancia. Durante la segunda guerra servil, en el año 102 a. C., fue asediada por los líderes rebeldes Trifón y Atenión, que finalmente se vieron obligados a levantar el sitio.
Cicerón, a mediados del siglo I a. C., menciona que el territorio murgentino, al igual que el de otras ciudades sicilianas, había sido muy fértil pero que tras el gobierno de Verres se encontraban en estado de abandono. También menciona el maltrato al que se sometió a un ciudadano de Murgantia para conseguir el pago del diezmo. En tiempos de Estrabón (finales del siglo I a. C.) la ciudad había sido abandonada, hecho que ha confirmado la arqueología. Debió ser repoblada en algún momento de la historia, pues hay noticias de que en la Edad Media entró en decadencia y se despobló, aunque se ignora la fecha.

## Arqueología

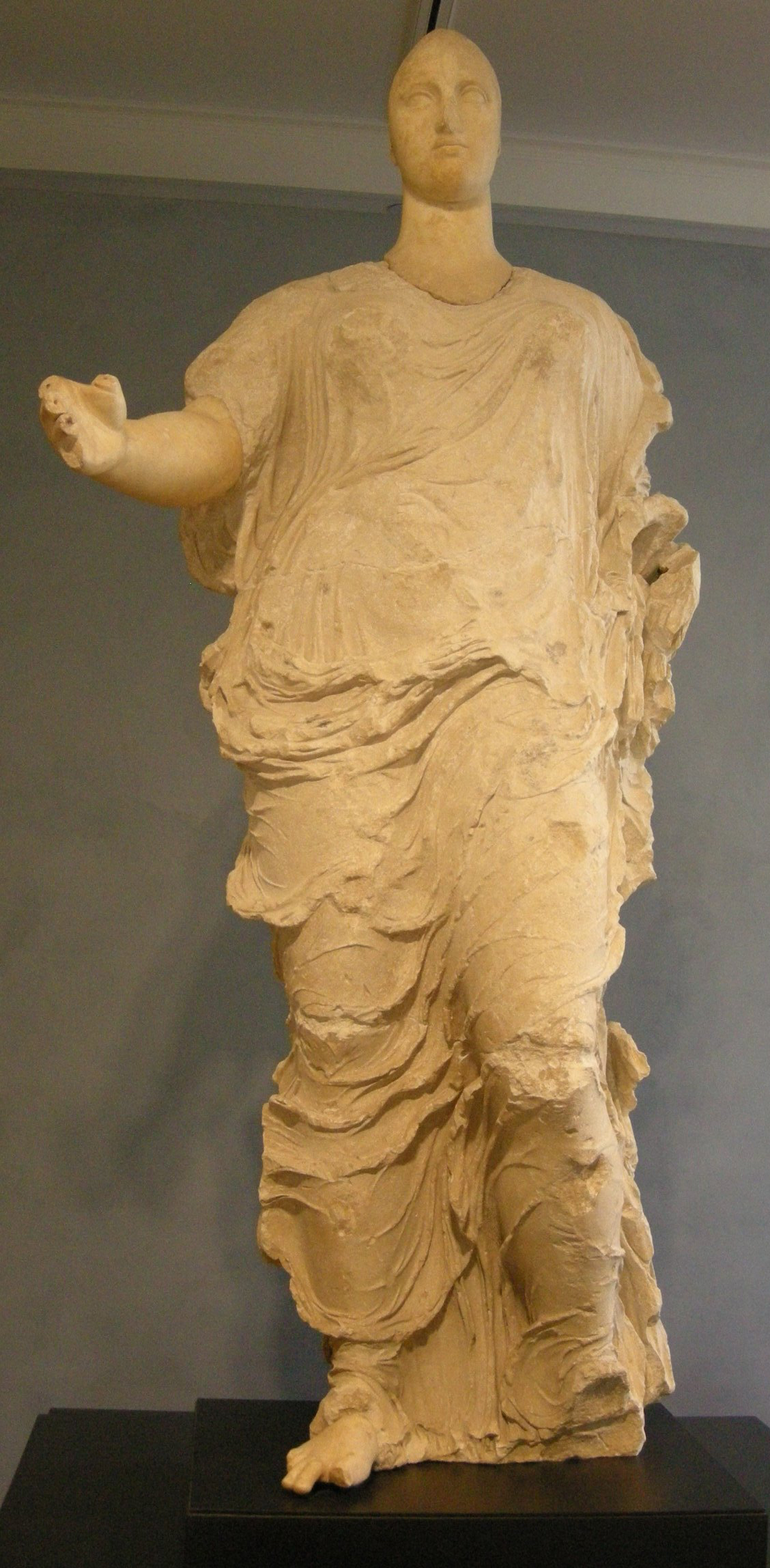
La Diosa de Morgantina, que se ha fechado hacia 425-400 a. C.

La opinión mayoritaria acerca de la ubicación de Murgantia es que esta se identifica con unos restos que se hallan en Serra Orlando, cerca de la actual población de Aidone. La identificación se basó principalmente en testimonios numismáticos, ya que en un principio se pensaba que podrían corresponder a la ciudad de Herbita. Allí se han hallado restos de las épocas arcaica, clásica y helenística entre los que se hallan el ágora, un santuario de Deméter y Coré, un teatro helenístico, un mercado romano (macellum) y un barrio residencial del periodo helenístico con decoraciones de mosaicos.
Se han encontrado también numerosas piezas de cerámica y monedas. Otros hallazgos notables son la estatua de la Diosa de Morgantina, del siglo V a. C. y el llamado Tesoro de Morgantina, una colección de joyas del siglo III a. C. que, tras haber sido exportados ilegalmente, fueron devueltos a Italia. Estos y otros hallazgos del sitio arqueológico se exhiben en el Museo Arqueológico de Aidone.